# 魏良臣 (宋朝)
魏良臣（1094年—1162年），字道弼，宣城（今安徽省宣城市）人，一作溧水（今江苏省南京市高淳区淳溪镇南塘村）人，宋朝官员。宋高宗年间为参知政事。
魏良臣少年时入建康郡学，与秦桧、范同、段拂、何若等人为同学。宣和三年（1121年）登进士第。担任丹徒尉，在建炎年间，任严州寿昌令。宋高宗说他能托付大事，历任吏部员外郎、吏部郎中、吏部侍郎。绍兴初年，金兵南侵，魏良臣出使金国经过韩世忠大营，暗地与韩世忠密谋，向金军谎报韩军动向，反间奇谋成功，良臣诱使金军中了韩世忠的陷阱，让韩世忠大败金军。魏良臣怕金将领多疑，不肯相信情报，做为人质待在军营里证明自己听到韩世忠动向，就待在这里看金军打胜仗，让金军放鬆警惕，直到收到金兵败仗消息后，才杀出金军包围离开。绍兴十九年（1149年）五月，由提举兴国宫知庐州（今安徽省合肥市）。绍兴二十五年（1155年）自敷文阁直学士召入临安府担任参知政事。次年二月罢职，以资政殿学士知绍兴府（今浙江省绍兴市）。绍兴二十八年（1158年）正月，以资政殿学士、提举临安府洞宵宫知宣州。九月廿五，改知潭州（今湖南省长沙市）。绍兴三十二年（1162年）正月二十，改知洪州（今江西省南昌市）。四月十七，在任上死去，谥敏肃。